# パッタ ポッタ モン太
『パッタ ポッタ モン太』（パッタ ポッタ モンた）は、日本のテレビアニメ作品である。

## 概要
本作は、制作会社東京キッズの創立15周年を記念して作られたオリジナルアニメとなっている。2006年8月から2007年1月にかけてUHFアニメの形態で放送されていた。

## キャラクター
モン太
声 - 岩居由希子
モンド
声 - 一条和矢
モン次郎
声 - 山口立花子
モモコ
声 - 世戸さおり
モモネ
声 - 米倉あや
タイガーソン
声 - 天田真人
コンゴ
声 - 松崎亜希子
チューゾオ
声 - 山口茜
タイガー
声 - 杉野博臣
フローラ
声 - 伊藤静
ガリガリ博士
声 - ふくまつ進紗

## スタッフ
- 原作・キャラクター原案 - 高野台三
- 企画 - 木村健吾
- 監督 - 五月女有作
- シリーズ構成 - 阪口和久
- キャラクターデザイン - 東出太
- デザインワークス - 益田賢治
- 美術監督 - 菅原清二
- 色彩設計 - 木村早苗
- 撮影監督 - 久保博志
- 編集 - 福田豊
- 音響監督 - 吉田知弘
- 音楽 - 高木洋
- 音楽制作 - コロムビアミュージックエンタテインメント
- 音楽プロデューサー - 八木仁
- プロデューサー - 青木清光
- アニメーション制作・製作・著作 - 東京キッズ

## 主題歌
オープニングテーマ「パッタ☆ポッタ☆モン太のうた」
作詞 - 阪口和久 / 作曲 - 岩崎貴文 / 編曲 - 加藤みちあき / 歌 - Sister MAYO
エンディングテーマ「小さな勲章」
作詞 - 斉藤謙策 / 作曲・編曲 - ジャック・伝ヨール / 歌 - Sister MAYO

## 各話リスト
「放送日」はチバテレビを基準にして記載。
| 回 | 話数 | サブタイトル             | シナリオ          | 絵コンテ     | 演出       | 作画監督   | 放送日        |
| -- | ---- | ------------------------ | ----------------- | ------------ | ---------- | ---------- | ------------- |
| 1  | 1    | のほん島ってどこ!?       | 阪口和久          | 五月女有作   | 咲桜末椙   | 渡部明     | 2006年 8月1日 |
| 1  | 2    | ガリガリ博士と不思議な実 | 阪口和久          | 五月女有作   | 咲桜末椙   | 渡部明     | 2006年 8月1日 |
| 2  | 3    | あま〜い ケータイ        | 阪口和久          | 二瓶勇一     | 麦野アイス | 佐々木敏子 | 8月8日        |
| 2  | 4    | ひまだ村の村長さん       | 阪口和久          | 二瓶勇一     | 麦野アイス | 佐々木敏子 | 8月8日        |
| 3  | 5    | フローラの花畑           | 阪口和久          | 五月女有作   | 咲桜末椙   | 工藤柾輝   | 8月15日       |
| 3  | 6    | タイガー親方の秘密       | 阪口和久          | 五月女有作   | 咲桜末椙   | 工藤柾輝   | 8月15日       |
| 4  | 7    | ヤギ仙人現る             | 阪口和久          | 五月女有作   | 咲桜末椙   | 渡部明     | 8月22日       |
| 4  | 8    | バイバイ、ひまだ村       | 阪口和久          | 五月女有作   | 咲桜末椙   | 渡部明     | 8月22日       |
| 5  | 9    | 思い出せない宝物         | 久島一仁          | 五月女有作   | 麦野アイス | 箕輪悟     | 8月29日       |
| 5  | 10   | 俺達の秘密基地?          | 久島一仁          | 五月女有作   | 麦野アイス | 箕輪悟     | 8月29日       |
| 6  | 11   | ひまだ村の芸術家         | 阪口和久          | 五月女有作   | 小林浩輔   | 工藤柾輝   | 9月5日        |
| 6  | 12   | ひまだ村のおばけ屋敷     | 阪口和久          | 五月女有作   | 小林浩輔   | 工藤柾輝   | 9月5日        |
| 7  | 13   | モン吉のカナヅチ         | 久島一仁          | 二瓶勇一     | 山内東生雄 | 工藤柾輝   | 9月12日       |
| 7  | 14   | 楽しいぞ!サマーキャンプ  | 久島一仁          | 二瓶勇一     | 山内東生雄 | 工藤柾輝   | 9月12日       |
| 8  | 15   | 不思議なくだもの         | 青木由香          | 佐藤まさふみ | 咲桜末椙   | 渡部明     | 9月19日       |
| 8  | 16   | トドゴロー、大ピンチ     | 青木由香          | 佐藤まさふみ | 咲桜末椙   | 渡部明     | 9月19日       |
| 9  | 17   | ふたりの小さな旅         | 阪口和久          | 五月女有作   | 咲桜末椙   | 工藤柾輝   | 9月26日       |
| 9  | 18   | リリーお姉さん           | 阪口和久          | 五月女有作   | 咲桜末椙   | 工藤柾輝   | 9月26日       |
| 10 | 19   | 逃げ出した目覚まし時計   | 久島一仁          | 滝川和男     | 小林浩輔   | 箕輪悟     | 10月3日       |
| 10 | 20   | チューゾオの真実         | 久島一仁          | 滝川和男     | 小林浩輔   | 箕輪悟     | 10月3日       |
| 11 | 21   | 走れ!コンゴ              | 青木由香          | 麦野アイス   | 麦野アイス | 石井和彦   | 10月10日      |
| 11 | 22   | モモコの似顔絵           | 青木由香          | 麦野アイス   | 麦野アイス | 石井和彦   | 10月10日      |
| 12 | 23   | 光る魚を探せ             | 久島一仁          | 二瓶勇一     | 佐土原武之 | 渡部明     | 10月17日      |
| 12 | 24   | 光る魚の正体             | 久島一仁          | 二瓶勇一     | 佐土原武之 | 渡部明     | 10月17日      |
| 13 | 25   | ソーラなんて大嫌い       | 青木由香          | 五月女有作   | 山内東生雄 | 服部一郎   | 10月24日      |
| 13 | 26   | 激突! 自転車レース       | 久島一仁          | 三宅雄一郎   | 山内東生雄 | 石井和彦   | 10月24日      |
| 14 | 27   | ゾウシローは心配性       | 阪口和久          | 五月女有作   | 小林浩輔   | 服部一郎   | 10月31日      |
| 14 | 28   | 冬のお祭り               | 青木由香          | 滝川和男     | 小林浩輔   | 石井和彦   | 10月31日      |
| 15 | 29   | マミーの編み物教室       | 久島一仁          | 三宅雄一郎   | 西村大樹   | 飯飼一幸   | 11月7日       |
| 15 | 30   | トマトの惑星?            | 久島一仁          | 五月女有作   | 西村大樹   | 飯飼一幸   | 11月7日       |
| 16 | 31   | 迷惑なリフォーム         | 青木由香          | 二瓶勇一     | 佐土原武之 | 渡部明     | 11月14日      |
| 16 | 32   | ふたりのモモコ           | 阪口和久          | 滝川和男     | 佐土原武之 | 服部一郎   | 11月14日      |
| 17 | 33   | 疲れるかくれんぼ         | 久島一仁          | 松岡秀明     | 咲桜末椙   | 石井和彦   | 11月21日      |
| 17 | 34   | 大人の扉                 | 阪口和久          | 五月女有作   | 咲桜末椙   | 渡部明     | 11月21日      |
| 18 | 35   | タイガーソンの家出       | 阪口和久          | 五月女有作   | 小林浩輔   | 渡部明     | 11月28日      |
| 18 | 36   | 南の島から来た男         | 久島一仁          | 二瓶勇一     | 小林浩輔   | 服部一郎   | 11月28日      |
| 19 | 37   | お姉ちゃんズルい!        | 田村竜            | 麦野アイス   | 麦野アイス | 渡部明     | 12月5日       |
| 19 | 38   | ラアコの青い石           | 田村竜            | 麦野アイス   | 麦野アイス | 石井和彦   | 12月5日       |
| 20 | 39   | 親切は重かった!          | 久島一仁          | 滝川和男     | 横田和喜   | 石井和彦   | 12月12日      |
| 20 | 40   | みんな知ってる           | 久島一仁          | 五月女有作   | 横田和喜   | 服部一郎   | 12月12日      |
| 21 | 41   | 届かない水               | 青木由香          | 滝川和男     | 佐土原武之 | 渡部明     | 12月19日      |
| 21 | 42   | スケート♡スイスイ        | 久島一仁          | 滝川和男     | 佐土原武之 | 服部一郎   | 12月19日      |
| 22 | 43   | のほん島のクリスマス     | 阪口和久          | 福富博       | 麦野アイス | 石井和彦   | 12月26日      |
| 22 | 44   | 世にも怖いクリスマス     | 阪口和久          | 福富博       | 麦野アイス | 石井和彦   | 12月26日      |
| 23 | 45   | 迷子のソーラ             | 田村竜            | 滝川和男     | 咲桜末椙   | 渡部明     | 2007年 1月9日 |
| 23 | 46   | みんなで糸電話           | 久島一仁          | 松岡秀明     | 咲桜末椙   | 服部一郎   | 2007年 1月9日 |
| 24 | 47   | パニック! タイガーソン   | 青木由香 轆轤尚久 | 二瓶勇一     | 咲桜末椙   | 服部一郎   | 1月16日       |
| 24 | 48   | 雪合戦                   | 田村竜            | 二瓶勇一     | 上條修     | 木村正人   | 1月16日       |
| 25 | 49   | モモネとハナちゃん       | 阪口和久          | 麦野アイス   | 麦野アイス | 高梨光     | 1月23日       |
| 25 | 50   | さびしいってなに?        | 阪口和久          | 滝川和男     | 佐土原武之 | 服部一郎   | 1月23日       |
| 26 | 51   | モン太都会に帰る         | 阪口和久          | 二瓶勇一     | 五月女有作 | 渡部明     | 1月30日       |
| 26 | 52   | おかえり                 | 阪口和久          | 五月女有作   | 五月女有作 | 渡部明     | 1月30日       |

## 放送局
| 放送地域 | 放送局             | 放送期間                                     | 放送日時                            | 放送系列       | 備考             |
| -------- | ------------------ | -------------------------------------------- | ----------------------------------- | -------------- | ---------------- |
| 千葉県   | チバテレビ         | 2006年8月1日 - 2006年12月5日 - 2007年1月30日 | 火曜 8:30 - 9:00 火曜 17:30 - 18:00 | 独立UHF局      |                  |
| 日本全域 | キッズステーション | 2006年8月6日 - 2007年2月4日                  | 日曜 9:30 - 10:00                   | CS放送         | リピート放送あり |
| 埼玉県   | テレ玉             | 2006年8月6日 - 2007年1月28日                 | 日曜 12:00 - 12:30                  | 独立UHF局      |                  |
| 新潟県   | 新潟総合テレビ     | 2006年11月27日 -                             | 平日 16:45 - 17:00                  | フジテレビ系列 |                  |